# Гострий середній отит
Гостри́й сере́дній оти́т — гостре запалення середнього вуха. Середні отити бувають катаральними (серозними) чи гнійними.

## Етіологія
Причиною гострого середнього отиту найчастіше є бактерії (стрептококи, стафілококи тощо) чи респіраторні віруси (грипу, парагрипу, кору тощо). У порожнину середнього вуха збудники звичайно потрапляють через євстахієву трубу на тлі послабленого імунітету. Також можливий транстимпанальний (через пошкоджену барабанну перетинку) та гематогенний (через кров) шляхи.

## Перебіг
Середній катаральний отит перебігає у три стадії, а гнійний — у п'ять.
1. Перша стадія (євстахіїту). Оскільки інфекція найчастіше потрапляє саме з носоглотки, то першою вражається слухова труба, і виникає євстахіїт. На цій стадії можливі шум у вусі, відчуття закладеного вуха.
2. Друга стадія (гострого катарального запалення середнього вуха). На цій стадії з'являються всі симптоми гострого катарального отиту, а саме: біль у вусі, шум у вусі, відчуття закладеного вуха, можливе підвищення температури (може бути й без температури), симптоми загальної інтоксикації, гіперемія барабанної перетинки. Катаральний отит на цьому закінчується та при лікуванні переходить в останню (репаративну) стадію. Гнійний отит переходить у третю стадію.
3. Третя стадія (доперфоративна). На цій стадії посилюються всі симптоми попередньої. Ще більше підвищується температура, посилюються відчуття болю, закладеності та шуму у вусі, посилюються загальні симптоми інтоксикації організму, погіршується слух. Можлива ірадіація болю по гілках трійчастого нерву і глотку, ніс чи око. Ця стадія завершується розривом барабанної перетинки.
4. Четверта стадія (постперфоративна). Після розриву барабанної перетинки гній витікає назовні, і загальний стан трохи покращується. Знижується температура, понижується відчуття болю та шуму у вухах, але зниження слуху та відчуття закладеності певний час тривають. Після того, як гній повністю витік, отит переходить в останню стадію.
5. П'ята стадія (репаративна). Відновлюється слух, нормалізується температура тіла та загальний стан хворого. Катаральний отит повністю завершується, а гнійний — через певний час після загоювання барабанної перетинки.

## Можливі ускладнення
Ускладненням катарального отиту може бути гнійний отит. Ускладненнями гнійного середнього отиту можуть бути:
- Хронічний середній отит
- Інші запальні захворювання вуха (мастоїдит, лабіринтит[en])
- Сепсис
- Якщо гній не витік через барабанну перетинку, він може потекти у мозок, й тоді можуть розвинутися абсцес головного мозку[en], менінгіт
- Невралгія лицьових нервів

## Лікування
Найголовніше значення при лікуванні гострого отиту приділяють відновленню функції слухової труби. Для цього застосовуються судиннозвужуючі засоби у ніс. Також лікують захворювання, що призвело до середнього отиту (найчастіше це запалення носа чи придаткових пазух).
При цьому застосовуються антибіотики, протизапальні нестероїдні засоби, краплі в ніс тощо. На доперфоративній гнійній стадії, якщо тривалий час не витікає гній, для попередження внутрішньомозкових ускладнень можуть робити штучний прокол барабанної перетинки. Для купації відчуття болю вводяться анальгетики. Лікування консервативне (не потребує госпіталізації).

## Прогноз
При своєчасно та правильно виконаному лікуванні прогноз сприятливий. В окремих випадках можливе хронічне зниження слуху.

## Профілактика
Своєчасне лікування гострих ринітів та фарингітів, видалення аденоїдів, поліпів та інших патологічних утворень у носовій порожнині, що порушують дихання. Застосування антибіотиків при кору, скарлатині.